# Sonora (California)
Sonora es una ciudad de condado de Tuolumne, en California (Estados Unidos). Su población es de unos 4423 habitantes.

## Historia
Fundada por los mineros de México durante la Fiebre del Oro de California (para recordarles el estado de Sonora, México), Sonora aún los ecos de su historia a través de la arquitectura conservada. La comunidad latina actual representa 8,41% de la población.
El diario de William Perkins ofrece una cuenta de Sonora a la altura de la fiebre del oro. La continuidad del Estado de Sonora hoy en día como una ciudad activa es casi enteramente sostenida por la industria del turismo. A pesar de los cierres de fábrica de los últimos, los pequeños fabricantes han seguido para ir a Sonora desde el Área de la Bahía. Columbia College es el instituto local de enseñanza superior y Sonora es con la conducción a distancia de la Merced nueva UC (Universidad de California, Merced).

## Geografía
Está situado en las coordenas geográficas 37°59′04″N 120°22′54″O / 37.98444, -120.38167 y tiene unos 7,9km2.

## Demografía
A partir del censo de 2000, había 4.423 personas, 2.051 hogares y 1.046 familias que residían en la ciudad. La densidad de población es 1,456.2 personas por milla cuadrada (561.8/km ²). Hay 2.197 viviendas con una densidad media de 723.3/sq mi (279.0/km ²). La composición racial de la ciudad es 91,36% blanco, 0,68% America-afgricanos, 1,49% americanos nativos, 1,22% asiáticos, 0,14% las islas del Pacífico, 1,99% de otras razas, y 3,12% de dos o más razas. 8,41% de la población son hispanos o latinos de cualquier raza.